# Grinos
Grinos (en grec antic Γρῦνος) és, en la mitologia grega, el fill d'Eurípil i el net de Tèlef.
Quan va morir el seu pare a Troia, a mans de Neoptòlem, va sofrir els atacs dels països veïns que volien prendre-li el tron de Mísia. Va demanar ajuda a Pèrgam, el fill de Neoptòlem i Andròmaca i amb el seu ajut va vèncer els enemics. Per agrair-los l'auxili rebut, va fundar les ciutats de Pèrgam i Grineion.